# Coccus macarangae
Coccus macarangae är en insektsart som beskrevs av Morrison 1921. Coccus macarangae ingår i släktet Coccus och familjen skålsköldlöss.
Artens utbredningsområde är Singapore. Inga underarter finns listade i Catalogue of Life.